# ضريبة التامبون

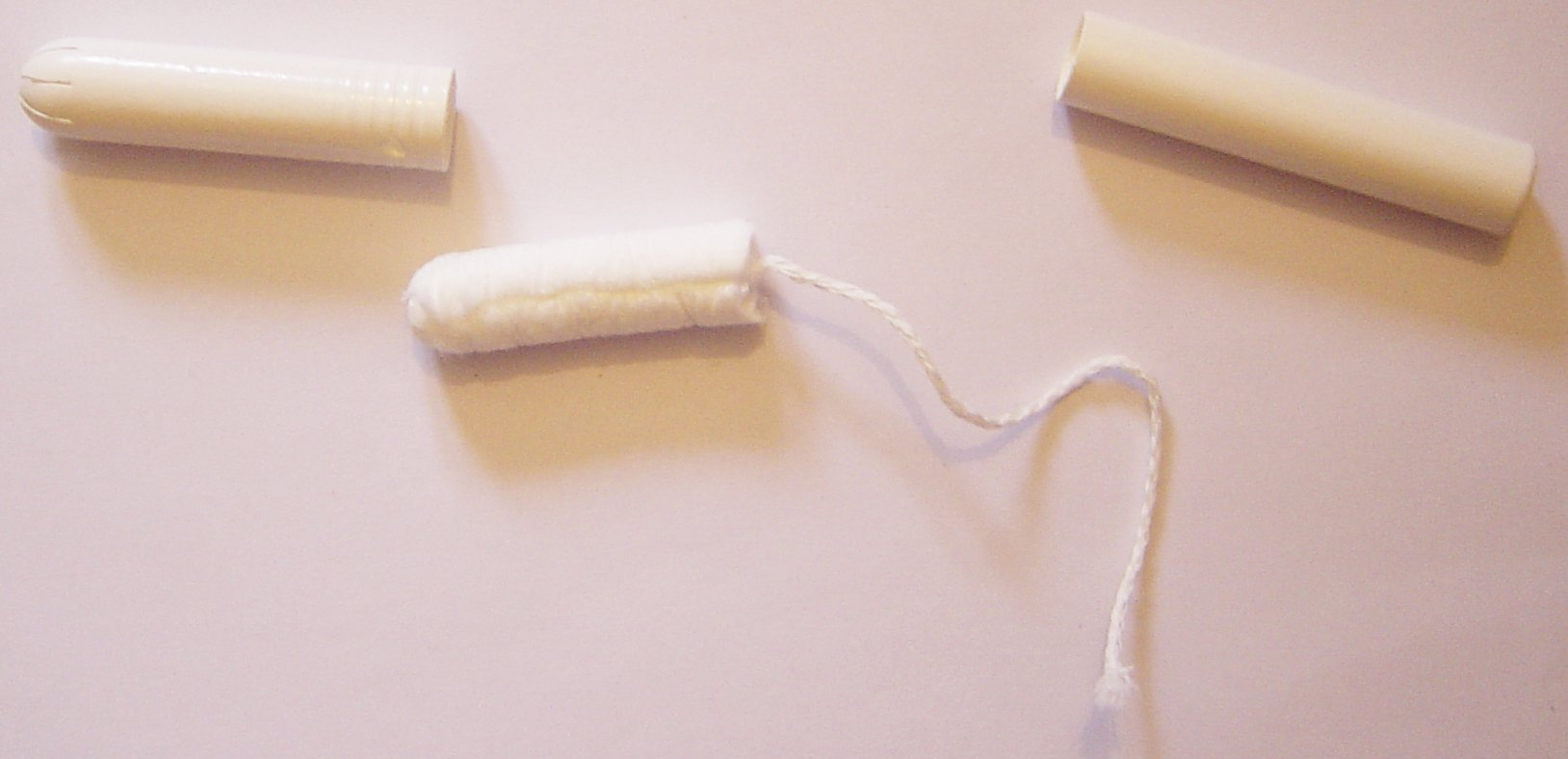
أنواع مختلفة من السدادات القطنية (التامبون)

يشير مصطلح ضريبة التامبون (بالإنجليزية: Tampon tax)‏ إلى فرض ضريبة القيمة المُضافة على السدادات القطنية المستخدمة لامتصاص دم الدورة الشهرية المتدفق من المهبل وغيرها من أدوات النظافة الشخصية النسائية ككؤوس الحيض والفوط الصحية وعدم إعفائها ضريبيًا باعتبارها من السلع الأساسية التي لا يمكن الاستغناء عنها. ألغيت الضريبة على التامبون في كندا في منتصف عام 2015؛ مما دفع النساء في المملكة المتحدة إلى التظاهر للمطالبة بإلغاء ضريبة التامبون، وحذت بعض الدول الأخرى حذوهن. صرحت هيئة الإذاعة البريطانية بي بي سي أن النساء -وهن نصف سكان العالم- تستخدمن أدوات النظافة الشخصية النسائية لمدة أسبوع شهريًا على مدار 30 عامًا تقريبًا.
يطالب المؤيدون لرفع ضريبة التامبون بأن أدوات النظافة الشخصية الخاصة بالدورة الشهرية ينبغي أن تعامل معاملة السلع الضرورية كالبقالة والأدوات الطبية. وعند سؤالهم عن إعفاء ضريبي مماثل الرجال، احتجوا بأن أدوات العناية الشخصية الرجالية -ومن ضمنها الواقي الذكري- لا يمكن مقارنتها بالمنتجات المتعلقة بالدورة الشهرية لدى النساء؛ فهي أمر بيولوجي حتمي وليست خيارًا. كما يُعده البعض تمييزًا ضد المرأة.

## القانون الضريبي بحسب السلطة القضائية
- تعد كينيا أول دولة في العالم تقوم بإلغاء ضريبة المبيعات المفروضة على السلع المتعلقة بالدورة الشهرية.
- في أستراليا فرضت ضريبة على المنتجات الخاصة بالصحة والنظافة أقل نسبة 10% من تلك المفروضة على البضائع والخدمات. وقد طالب أمين الصندوق الأسترالي السابق جو هوكي بإعفاء هذه المنتجات من الضرائب، لكن الولايات الأسترالية صوتت بإبقاء الضريبة المفروض عليها في أغسطس عام 2015.
- ألغت كندا ضريبة التامبون في منتصف عام 2015 بعد توقيع آلاف المواطنين على عريضة إلكترونية تطالب بإلغائها.[1]
- عام 2018 ألغت الهند ضريبة بلغت 12% على المنتجات الصحية النسائية بعد ضغد استمر لمدة عام.[4]
- ألغت أيرلندا ضريبة القيمة المضافة على التامبون والفوط الصحية اليومية والشهرية.
- تفرض سلوفاكيا ضريبة على التامبون تبلغ نسبتها 20%، وهي الضريبة المفروضة على السلع الأساسية. صرحت ديانا فابيانوفا المخرجة السلوفانية بأنه لا توجد خطط لتعديل القوانين، وأن تغييرًا داعمًا لحقوق المرأة لن يحدث ما دامت أوروبا الشرقية تحت الحكم الشيوعي.

### المملكة المتحدة
فرضت المملكة المتحدة ضريبة القيمة المضافة على السلع الخاصة بالصحة والنظافة منذ انضمامها للسوق الأوروبية المشتركة عام 1973، لكنها قد خفِّضت إلى 5% عام 2000 تحت ضغط من عضوة البرلمان داون بريمارولو التي دعت إلى تخفيفها «من أجل العدالة وتقليل تكلفة الضروريات» على حد قولها. وهي أقل نسبة ممكنة تبعًا لقانون ضريبة القيمة المضافة لدى الاتحاد الأوروبي؛ فلم يكن يسمح بإلغائها تمامًا عام 2015. أثار حزب استقلال المملكة المتحدة هذه المسألة في الانتخابات العامة للمملكة المتحدة لعام 2015 مع وعود بالاستقلال عن الاتحاد الأوروبي ورفع الضريبة. وقد صرح رئيس الوزراء ديفيد كاميرون بأن ضريبة التامبون هي قضية معقدة طويلة الأمد داخل الاتحاد الأوروبي. وقد وجد أن واحدة من كل عشر نساء في إنجلترا من سن 14 حتى 21 عامًا لا يستطيعون تحمل تكاليف المنتجات المتعلقة بالدورة الشهرية. شنت النسوية الحقوقية لورا كوريتون حملة تطالب فيها الاتحاد الأوروبي بإلغاء الضريبة على المنتجات الصحية، وقدمت عريضة إلكترونية حصلت على أكثر من 320000 توقيع. وقد ذكرها جورج أوزبورن في بيانه خريف عام 2015 الذي تعهد فيه بإلغاء ضريبة التامبون على مستوى الاتحاد الأوروبي. في مارس عام 2016 أصدر البرلمان تشريعًا لإلغاء ضريبة القيمة المضافة على التامبون كان من المتوقع تطبيقه في إبريل 2018.

#### اسكتلندا
في يوليو 2017 بدأت اسكتلندا برنامجًا تجريبيًا مدته ستة أشهر يوفر المنتجات الصحية في المدارس وبنوك الطعام مجانًا للنساء اللاتي لا يستطعن تحمل تكلفتها. مولت الحكومة الاسكتلندية المفوضة، الخطة التجريبية التي أُطلقت لستة أشهر في أبردين، اسكتلندا، بمبلغ قدره 42.500 جنيه استرليني، لمعالجة تزايد فضيحة «فقر الدورة الشهرية». كان من المعتقد أن 1000 فتاة سيستفدن من هذه الخطة، حيث أشارت تقارير أن بعض الفتيات في مرحلة المراهقة، يستخدمن المناديل الورقية، وورق المرحاض، وقمصان ممزقة، وأحيانًا الصحف كبديل عن الفوط الصحية، حتى أن بعض الفتيات يتغيبن عن المدرسة. تَقرر إطلاق الخطة لتحسين الحضور والتحصيل الدراسي، إضافة إلى رفع مستوى الثقة بالنفس بين الفتيات المراهقات خلال وقت الحيض.يُعتقد أن اسكتلندا أول بلد في العالم تمنح فوط صحية مجانية، كجزء من مبادرة ترعاها الحكومة.
علاوة على هذا البرنامج التجريبي النصف سنوي، ينتوي حزب العمال المُعارض في اسكتلندا، تقديم مشروع قانون ليصبح برنامج دائم. تعتبر اسكتلندا أول بلد تحظر «فقر الدورة الشهرية».
أظهرت دراسة أجرتها كلًا من منظمة الصحة العالمية واليونسيف، أن واحدة من بين كل خمس نساء في اسكتلندا اضطرت أن ترتجل وتستخدم أشياء مثل ورق المرحاض والملابس القديمة، نظرًا لارتفاع ثمن المنتجات التجارية.

### الولايات المتحدة

خريطة ضريبة التامبون في الولايات المتحدة الأمريكية في يونيو 2015
ضريبة على التامبون
لا ضريبة على التامبون
لاضريبة مبيعات

تفرض أغلب الولايات المتحدة الأمريكية ضريبة على جميع الممتلكات المادية للفرد، ويستثنى منها الضروريات التي لا غنى عنها، وتختلف من ولاية إلى أخرى كالسلع الغذائية والوصفات الطبية والجراحات الترقيعية والإمدادات الزراعية وبعض الملابس. توجد خمس ولايات فقط لا تفرض ضريبة مبيعات؛ وهي: ألاسكا وديلاوير ومونتانا ونيوهامبشير وأوريجون. في نوفمبر 2017 رفعت تسع ولايات أمريكية الضريبة عن المنتجات الصحية النسائية؛ وهي: كونتيكت وفلوريدا وإلينوي وماريلاند وماساتشوستس ومينيسوتا ونيوجيرسي ونيويورك وبنسلفانيا.
أفادت كريستينا غارسيا عضو مجلس ولاية كاليفورنيا أن المرأة في كاليفورنيا تنفق تقريبًا سبع دولارات شهريًا لمدة 40 عامًا على المنتجات الصحية الخاصة بالدورة الشهرية؛ مما يشكل 20 مليون دولار من إجمالي الضرائب السنوية. قدمت غارسيا ولينغ لينغ تشانغ مشروع قانون لإلغاء ضريبة التامبون في بداية عام 2016، وحينها كانت التامبون مستثنى من الضريبة في بضع ولايات فقط، بينما لم يكن لدى العديد من الولايات الأخرى ضريبة مبيعات من الأساس. تقول جارسيا أن النساء يدفعن ضريبة على «كونهن نساء» وتتحملن أعباءً مادية لاضطرارهن إلى شراء هذه المنتجات. وصفت غارسيا وتشانغ الضريبة بأنها «تمييز عنصري» ضد المرأة تعاني منه الفقيرات، وذكرتا أن نظرة المجتمع للدورة الشهرية وما يتعلق بها باعتبارها «تابو» يُحظر الحديث عنه هو أحد أسباب استمرار ضريبة التامبون. صوَّت المجلس التشريعي بكاليفورنيا لإلغاء ضريبة التامبون في يونيو 2016، وهو القانون الذي تم نقضه من قبل جيري براون حاكم الولاية بعد ثلاثة أشهر.
في يوليو 2016 قامت ولاية نيويورك بإلغاء الضريبة على المنتجات المتعلقة بالنظافة الشخصية؛ الأمر الذي أدى إلى انخفاض إيرادات الدولة من الضرائب بنحو عشرة ملايين دولار سنويًّا. ألغت كونكتكت وإلينوي الضريبة عام 2016، وتبعتهما فلوريدا عام 2017.

### كاليفورنيا
ذكرت كريستينا غارسيا، عضوة جمعية كاليفورنيا، أن كل امرأة في كاليفورنيا تدفع حوالي 7 دولارات أمريكية شهريًا على مدار 40 عامًا، مما يشكل 20 مليون دولار من الضرائب السنوية. اقترحت غارسيا ولينج لينج تشانج مشروع قانون لإلغاء الضريبة في أوائل عام 2016. في هذه الفترة، لم يعف سوى قليل من الولايات في البلاد ضرائب السدادات قطنية، ولم يكن لدى العديد من الولايات الأخرى ضريبة مبيعات. وقد قالت جارسيا بأنه يتم فرض ضرائب على النساء «لكونهن نساء» وأنهن يتحملن عبئًا اقتصاديًا لعدم وجود خيار آخر سوى شراء هذه المنتجات. أضافت غارسيا وتشانغ أن الضريبة كانت «تمييزًا تنظيميًا» يؤثر بشكل غير متناسب على النساء الفقراء، وأنه من المحتمل أن يستمر بسبب المحظورات الاجتماعية ضد مناقشة الحيض. صوت مجلسي الهيئة التشريعية لولاية كاليفورنيا على إعفاء السدادات من الضرائب في يونيو 2016 ، ولكن تم رفض مشروع القانون من قبل حاكم الولاية، جيري براون، بعد ثلاثة أشهر.
حاكم ولاية كاليفورنيا جيري براون رفض AB-1561 بسبب احتمال خسارة المال من فرض ضرائب على منتجات النظافة النسائية. رداً على ذلك، شاركت كريستينا غارسيا في تأليف AB-0479: قانون إصلاح الضريبة المشتركة على السنتات مع لورينا غونزاليس فليتشر، وهو إجراء جديد يحدد حلاً للتعويض عن الخسارة الضريبية عن طريق زيادة الضريبة على المشروبات الكحولية الصلبة. تم إبطال مشروع القانون هذا وتعديله في نهاية المطاف بأحكام متعلقة تعويض العمال.
في عام 2017، أقر المجلس التشريعي لولاية كاليفورنيا AB 10 (Ch. 687) التي تتطلب المدارس العامة الاعدادية والثانوية التي بها 40 ٪ على الأقل من الطلاب تحت مستوى الفقر الفيدرالي لتزويد نصف المراحيض بمنتجات صحية مجانية. تم صدور القانون في محاولة للقضاء على عبء التكلفة والحفاظ على الطلاب ذوي الدخل المنخفض في المدارس خلال دورتهم الشهرية.
الشركات العاملة في توريد منتجات النظافة النسائية الضرورية (السدادات القطنية والفوط الصحية للدورة الشهرية متواجدة في دورات المياه تشمل WAXIE و زHospeco. كما أنهم يوفروا خيارات مختلفة لموزعات منتجات الحيض المزودة بآلية تأخير زمني لمنع الفرط في استخدام المنتجات و / أو إساءة استخدامها.
في يونيو 2019، تم استثناء منتجات الحيض من ضريبة المبيعات

### نيويورك
في يوليو 2016، أعفت ولاية نيويورك منتجات النظافة النسائية من الضرائب، مما قلل من إيرادات الولاية الضريبية بما يقرب 10 ملايين دولار سنويًا. في قضية «ضريبة تامبون»، دافع المحامي زوي سالزمان عن حركة إلغاء الضرائب على منتجات الحيض النسائيه. وكان جزء من القضية أيضًا نداء لاسترداد النساء مقابل جميع الضرائب التي كان عليهم دفعها على منتجات الحيض النسائية في الماضي. في النهاية، قضت القضية بإلغاء الضرائب على منتجات الحيض النسائية، ولكنها لم تحكم باسترداد النساء في نيويورك الضرائب السابقة. قام كونيتيكت وإلينوي أيضًا بإلغاء الضريبة في عام 2016، مع قيام فلوريدا باتباعهم في عام 2017

### نيو جيرسي
وجدت دراسة تجريبية أجريت عام 2018 على الإعفاء الضريبي في نيوجيرسي لعام 2005 على منتجات الحيض أن "إلغاء ضرائب التامبون يزيل عبء الضرائب غير المتكافئ ويمكن أن يجعل منتجات النظافة الشهرية أكثر اتاحة للمستهلكين ذوي الدخل المنخفض." استخدمت الدراسة بيانات من أكثر من 16000 عملية شراء في 2004-2006 تم إجراؤها في نيوجيرزي وديلاوير وكونيتيكت وماريلاند وبنسلفانيا، باستخدام هذه الولايات الأخيرة القريبة كمجموعة مراقبة. من خلال طريقة الاختلافات في الاختلافات، وجدوا أنه بعد الإلغاء، انخفضت أسعار المستهلك على منتجات الحيض بنسبة 7.3 ٪، بالنسبة إلى حالات السيطرة. وكان هذا أكبر من ضريبة المبيعات بنسبة 6.9 ٪، مما يشير إلى أن المستهلكين استفادوا من الإعفاء الضريبي. بناءً على مزيد من التحليل، وجدت الدراسة أيضًا أن الانخفاض في الأسعار للمستهلك كان أكبر بالنسبة للمستهلكين ذوي الدخل المنخفض مقارنةً بالمستهلكين ذوي الدخل المرتفع (انخفاض بنسبة 3.9٪ مقابل انخفاض بنسبة 12.4٪. هذا يشير إلى أن المستهلكين ذوي الدخل المنخفض حصلوا على أقصى استفادة من الإعفاء الضريبي، في حين أن المستهلكين ذوي الدخل المرتفع تقاسموا الفائدة مع منتجي منتجات الحيض.

### النشطاء
يصف مؤيدو الإعفاء من الضرائب المذكورة جهودهم بأنها «إنصاف الحيض»، موضحين أنها حركة اجتماعية تسعى جاهدة إلى اعتبار المنتجات النسائية مثل السدادات القطنية ضرورية. الأشياء التي تعتبر ضرورية، مثل ورق التواليت، لا تخضع للضريبة. غالبًا يقود أعضاء الحكومة الناشطون. قادت عضوة المجلس جوليسا فيريراس-كوبلاند حركة بمشروع تجريبي لضريبة السداد في النهاية أدت إلى توفر فوط صحية مجانية وسدادات قطنية في مدرسة ثانوية محلية في كوينز، نيويورك. توسعت جهود فيريراس-كوبلاند لتشمل 25 مدرسة مختلفة في جميع أنحاء مدينة نيويورك. كما يدعو ديموقراطيون آخرون، من بينهم يانديس رودريغيز ورئيسة المجلس ميليسا مارك فيفريتو، الهيئة التشريعية بالولاية لوقف فرض الضرائب على المنتجات الصحية.
حركة حرر التامبون، وهي حركة مدافعة عن منتجات الحيض المجانية، أنه سيكلف كل مستخدم أقل من 5 دولارات سنويًا لتوفير فوط صحية وسدادات قطنية في دورات المياه في المدارس والشركات.
نظم نشطاء مع "يونايتد فور أكسس" United for Access، عريضة ومسيرة للضغط على وزارة التعليم الأمريكية للقضاء على الفقر في الولايات المتحدة. ودعوا الحكومة إلى التعامل مع منتجات الحيض باعتبارها ضرورات صحية، ودعم السياسات التي تحمي الطالبت خلال فترة الحيض، وتمويل منتجات الحيض في الحمامات المدرسية.